# Allenatori del Futbol Club Barcelona

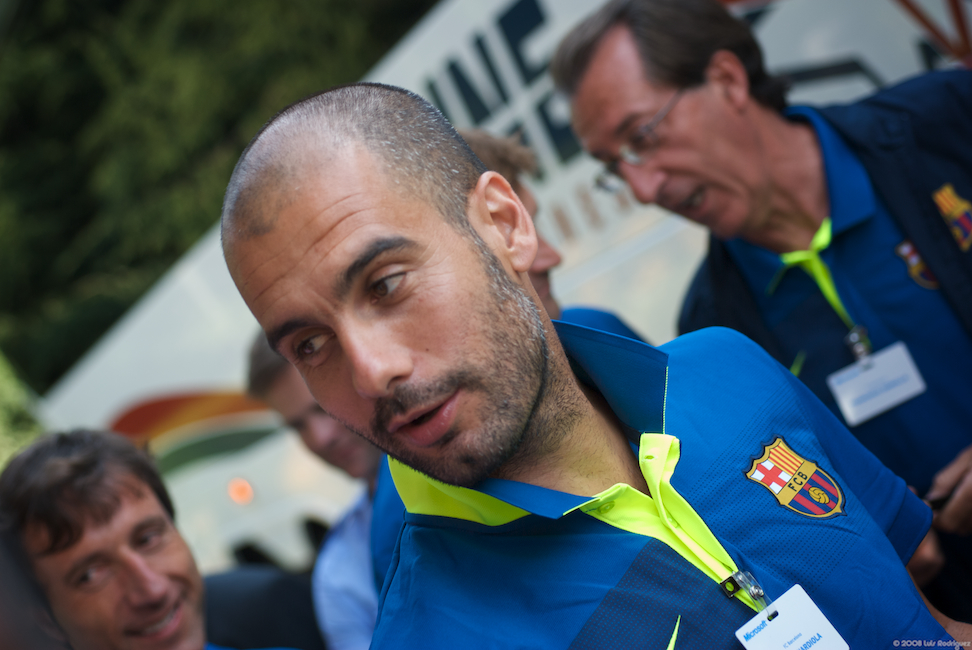
Pep Guardiola è l'allenatore più titolato della storia del Barcellona (14 titoli in 4 stagioni).

Il Barcellona è una squadra di calcio professionistica con sede a Barcellona, in Spagna, che gioca nel campionato spagnolo, La Liga. Il primo allenatore a tempo pieno del Barcellona è stato John Barrow. È stato assunto dal fondatore e poi direttore Joan Gamper; fu licenziato quattro mesi dopo senza vincere un titolo.
Pep Guardiola è l'allenatore di maggior successo in termini di trofei. Guardiola è stato anche l'allenatore di maggior successo in termini di trofei all'anno. Nel 2009, il primo anno di Guardiola, il Barcellona è diventato il primo club in Spagna a vincere il triplete (La Liga, Coppa del Re e Champions League). Successivamente sono diventati la prima squadra di calcio in assoluto a vincere sei competizioni su sei in un solo anno, ovvero, oltre il suddetto triplete, la Supercoppa di Spagna, la Supercoppa Europea e la Coppa del Mondo per club.
Il secondo allenatore di maggior successo del Barcellona in termini di trofei vinti è Johan Cruyff, che ha vinto quattro titoli della Liga, una Coppa del Re, tre Supercoppe di Spagna, una Coppa delle Coppe, una Champions League e una Supercoppa Europea nei suoi 8 anni di regno da allenatore.

## Statistiche

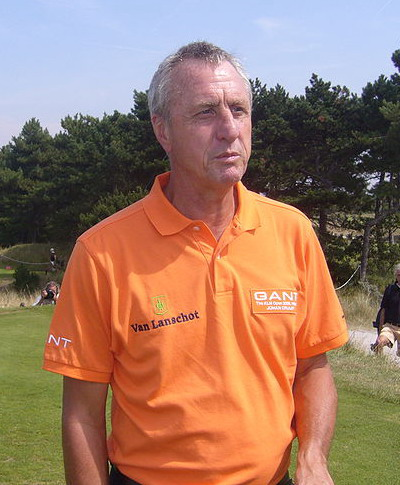
Johan Cruyff ha vinto La Liga per 4 volte consecutive come allenatore.

Aggiornato al 13 marzo 2025.
| Nome                 | Nazionalità | Dal            | Al             | G   | V   | N  | P  | % V   | Note |
| -------------------- | ----------- | -------------- | -------------- | --- | --- | -- | -- | ----- | ---- |
| Billy Lambe          | Inghilterra | 1912           | 1912           | -   | -   | -  | -  | -     |      |
| B. Barren            | Inghilterra | 1912           | 1912           | -   | -   | -  | -  | -     |      |
| Jack Alderson        | Inghilterra | 1912           | 1913           | -   | -   | -  | -  | -     |      |
| Jack Greenwell       | Inghilterra | 1913           | 1923           | -   | -   | -  | -  | -     |      |
| Alf Spouncer         | Inghilterra | 1923           | 1924           | -   | -   | -  | -  | -     |      |
| Jesza Poszony        | Ungheria    | 1924           | 1924           | -   | -   | -  | -  | -     |      |
| Ralph Kirby          | Inghilterra | dicembre 1924  | febbraio 1926  | 22  | 17  | 1  | 4  | 77,27 |      |
| Richard Dombi        | Austria     | febbraio 1926  | dicembre 1926  | 24  | 20  | 2  | 2  | 83,33 |      |
| Romà Forns           | Spagna      | dicembre 1926  | marzo 1929     | 70  | 45  | 11 | 14 | 64,29 |      |
| James Bellamy        | Inghilterra | marzo 1929     | luglio 1931    | 81  | 50  | 13 | 18 | 61,73 |      |
| Jack Greenwell       | Inghilterra | luglio 1931    | luglio 1933    | 71  | 44  | 11 | 16 | 61,97 |      |
| Richard Dombi        | Austria     | luglio 1933    | febbraio 1934  | 38  | 20  | 3  | 15 | 52,63 |      |
| Ramón Zabalo         | Spagna      | febbraio 1933  | luglio 1934    | 8   | 4   | 1  | 3  | 50,00 |      |
| Franz Platko         | Ungheria    | luglio 1934    | luglio 1935    | 37  | 19  | 9  | 9  | 51,35 |      |
| Patrick O'Connell    | Irlanda     | luglio 1935    | marzo 1940     | 89  | 48  | 9  | 32 | 53,93 |      |
| Josep Planas         | Spagna      | marzo 1940     | luglio 1941    | 36  | 19  | 4  | 13 | 52,78 |      |
| Ramón Guzmán         | Spagna      | luglio 1941    | gennaio 1942   | 15  | 4   | 2  | 9  | 26,67 |      |
| Joan José Nogués     | Spagna      | gennaio 1942   | giugno 1944    | 85  | 45  | 15 | 25 | 52,94 |      |
| Josep Samitier       | Spagna      | giugno 1944    | luglio 1947    | 89  | 51  | 16 | 22 | 57,30 |      |
| Enrique Fernández    | Uruguay     | luglio 1947    | maggio 1950    | 81  | 46  | 15 | 20 | 56,79 |      |
| Ramon Llorens        | Spagna      | maggio 1950    | giugno 1960    | 11  | 6   | 2  | 3  | 54,55 |      |
| Ferdinand Daucik     | Slovacchia  | giugno 1950    | luglio 1954    | 150 | 91  | 19 | 40 | 60,67 |      |
| Sandro Puppo         | Italia      | luglio 1954    | luglio 1955    | 34  | 18  | 9  | 7  | 52,94 |      |
| Franz Platko         | Ungheria    | giugno 1955    | giugno 1956    | 36  | 24  | 6  | 6  | 66,67 |      |
| Domènec Balmanya     | Spagna      | giugno 1956    | aprile 1958    | 69  | 39  | 13 | 17 | 56,52 |      |
| Helenio Herrera      | Argentina   | aprile 1958    | maggio 1960    | 94  | 71  | 10 | 13 | 75,53 |      |
| Enric Rabassa        | Spagna      | maggio 1960    | giugno 1960    | 6   | 5   | 0  | 1  | 83,33 |      |
| Ljubiša Broćić       | Jugoslavia  | giugno 1960    | gennaio 1961   | 23  | 12  | 7  | 5  | 52,17 |      |
| Enrique Orizaola     | Spagna      | gennaio 1961   | giugno 1961    | 24  | 10  | 3  | 11 | 41,67 |      |
| Luis Miró            | Spagna      | giugno 1961    | novembre 1961  | 15  | 8   | 1  | 6  | 53,33 |      |
| Ladislao Kubala      | Ungheria    | novembre 1961  | gennaio 1963   | 51  | 28  | 10 | 13 | 54,90 |      |
| Josep Gonzalvo       | Spagna      | gennaio 1963   | luglio 1963    | 26  | 11  | 7  | 8  | 42,31 |      |
| César Rodríguez      | Spagna      | luglio 1963    | ottobre 1964   | 50  | 30  | 6  | 14 | 60,00 |      |
| Vicente Sasot        | Spagna      | ottobre 1964   | giugno 1965    | 36  | 16  | 8  | 12 | 44,44 |      |
| Roque Olsen          | Argentina   | giugno 1965    | giugno 1967    | 88  | 51  | 11 | 26 | 57,95 |      |
| Salvador Artigas     | Spagna      | giugno 1967    | ottobre 1969   | 87  | 44  | 24 | 19 | 50,57 |      |
| Josep Seguer         | Spagna      | ottobre 1969   | dicembre 1969  | 12  | 5   | 2  | 5  | 41,67 |      |
| Vic Buckingham       | Inghilterra | dicembre 1969  | luglio 1971    | 66  | 36  | 14 | 16 | 54,55 |      |
| Rinus Michels        | Paesi Bassi | luglio 1971    | maggio 1975    | 169 | 87  | 41 | 41 | 51,48 |      |
| Hennes Weisweiler    | Germania    | maggio 1975    | aprile 1976    | 40  | 22  | 6  | 12 | 55,00 |      |
| Laureano Ruiz        | Spagna      | aprile 1976    | maggio 1976    | 10  | 4   | 4  | 2  | 40,00 |      |
| Rinus Michels        | Paesi Bassi | maggio 1976    | maggio 1978    | 95  | 47  | 26 | 22 | 49,47 |      |
| Lucien Muller        | Francia     | maggio 1978    | aprile 1979    | 36  | 18  | 4  | 14 | 50,00 |      |
| Joaquim Rifé         | Spagna      | aprile 1979    | marzo 1980     | 40  | 17  | 12 | 11 | 42,50 |      |
| Helenio Herrera      | Argentina   | marzo 1980     | maggio 1980    | 13  | 6   | 4  | 3  | 46,15 |      |
| Ladislao Kubala      | Ungheria    | maggio 1980    | novembre 1980  | 13  | 7   | 0  | 6  | 53,85 |      |
| Helenio Herrera      | Argentina   | novembre 1980  | giugno 1981    | 36  | 24  | 6  | 6  | 66,67 |      |
| Udo Lattek           | Germania    | giugno 1981    | marzo 1983     | 80  | 43  | 20 | 17 | 53,75 |      |
| José Luis Romero     | Spagna      | marzo 1983     | marzo 1983     | 1   | 0   | 1  | 0  | &0,00 |      |
| César Luis Menotti   | Argentina   | marzo 1983     | giugno 1984    | 73  | 40  | 12 | 21 | 54,79 |      |
| Terry Venables       | Inghilterra | giugno 1984    | settembre 1987 | 169 | 91  | 47 | 31 | 53,85 |      |
| Luis Aragonés        | Spagna      | settembre 1987 | maggio 1988    | 50  | 23  | 13 | 14 | 46,00 |      |
| Carles Rexach        | Spagna      | giugno 1988    | giugno 1988    | 0   | 0   | 0  | 0  | —     |      |
| Johan Cruyff         | Paesi Bassi | maggio 1988    | maggio 1996    | 430 | 250 | 97 | 83 | 58,14 |      |
| Carles Rexach        | Spagna      | maggio 1996    | giugno 1996    | 2   | 1   | 1  | 0  | 50,00 |      |
| Bobby Robson         | Inghilterra | luglio 1996    | giugno 1997    | 60  | 39  | 12 | 9  | 65,00 |      |
| Louis Van Gaal       | Paesi Bassi | giugno 1997    | maggio 2000    | 170 | 95  | 32 | 43 | 55,88 |      |
| Lorenzo Serra Ferrer | Spagna      | maggio 2000    | aprile 2001    | 51  | 24  | 15 | 12 | 47,06 |      |
| Carles Rexach        | Spagna      | aprile 2001    | maggio 2002    | 66  | 31  | 18 | 17 | 46,97 |      |
| Louis Van Gaal       | Paesi Bassi | maggio 2002    | gennaio 2003   | 30  | 16  | 5  | 9  | 53,33 |      |
| Antonio de la Cruz   | Spagna      | gennaio 2003   | febbraio 2003  | 1   | 0   | 0  | 1  | &0,00 |      |
| Radomir Antić        | Serbia      | febbraio 2003  | giugno 2003    | 24  | 12  | 8  | 4  | 50,00 |      |
| Frank Rijkaard       | Paesi Bassi | giugno 2003    | giugno 2008    | 273 | 160 | 63 | 50 | 58,61 |      |
| Josep Guardiola      | Spagna      | giugno 2008    | giugno 2012    | 247 | 179 | 47 | 21 | 72,47 |      |
| Tito Vilanova        | Spagna      | luglio 2012    | luglio 2013    | 60  | 43  | 9  | 8  | 71,67 |      |
| Gerardo Martino      | Argentina   | luglio 2013    | maggio 2014    | 59  | 40  | 11 | 8  | 67,80 |      |
| Luis Enrique         | Spagna      | maggio 2014    | maggio 2017    | 181 | 138 | 22 | 21 | 76,24 |      |
| Ernesto Valverde     | Spagna      | maggio 2017    | gennaio 2020   | 145 | 97  | 32 | 16 | 66,90 |      |
| Quique Setién        | Spagna      | gennaio 2020   | agosto 2020    | 25  | 16  | 4  | 5  | 64,00 |      |
| Ronald Koeman        | Paesi Bassi | agosto 2020    | ottobre 2021   | 67  | 39  | 12 | 16 | 58,21 |      |
| Sergi Barjuan        | Spagna      | ottobre 2021   | novembre 2021  | 3   | 1   | 2  | 0  | 33,33 |      |
| Xavi                 | Spagna      | novembre 2021  | maggio 2024    | 143 | 90  | 24 | 29 | 62,94 |      |
| Hans-Dieter Flick    | Germania    | maggio 2024    |                | 42  | 31  | 5  | 6  | 73,81 |      |

### Allenatori per nazionalità
- Spagna 29: 
  -  Catalogna 17: Romà Forns, Ramón Zabalo, Josep Planas, Ramón Guzmán, Josep Samitier, Ramon Llorens, Domènec Balmanya, Enric Rabassa, Luis Miró, Josep Gonzalvo, Salvador Artigas, Josep Seguer, Joaquim Rifé, Carles Rexach, Josep Guardiola, Tito Vilanova, Sergi Barjuan, Xavi Hernández.
  -  Aragona 2: Joan José Nogués, Vicente Sasot.
  -  Cantabria 3: Enrique Orizaola, Laureano Ruiz, Quique Setién.
  -  Castiglia e León 2: César Rodríguez, Jesús Antonio de la Cruz.
  - Comunità di Madrid 2: José Luis Romero, Luis Aragonés.
  -  Asturie 1: Luis Enrique
  -  Isole Baleari 1: Llorenç Serra Ferrer
  -  Estremadura 1: Ernesto Valverde
- Inghilterra 10: Billy Lambe, B. Barren, Jack Alderson, Jack Greenwell, Alf Spouncer, Ralph Kirby, James Bellamy, Vic Buckingham, Terry Venables, Bobby Robson.
- Paesi Bassi 5: Rinus Michels, Johan Cruyff, Louis van Gaal, Frank Rijkaard, Ronald Koeman.
- Argentina 4: Helenio Herrera, Roque Olsen, César Luis Menotti, Gerardo Martino.
- Germania 3: Hennes Weisweiler, Udo Lattek, Hans-Dieter Flick.
- Ungheria 3: Jesza Poszony, Franz Platko, Ladislao Kubala.
- Serbia 2: Ljubiša Broćić, Radomir Antić.
- Austria 1: Richard Dombi
- Slovacchia 1: Ferdinand Daucik
- Francia 1: Lucien Muller
- Irlanda 1: Patrick O'Connell
- Italia 1: Sandro Puppo
- Uruguay 1: Enrique Fernández

## Allenatori titolati
| Nome               | Periodo              | Trofei    | Trofei    | Trofei    | Trofei    | Trofei         | Trofei         | Trofei         | Trofei         | Totale |
| Nome               | Periodo              | Nazionali | Nazionali | Nazionali | Nazionali | Internazionali | Internazionali | Internazionali | Internazionali | Totale |
| Nome               | Periodo              | Liga      | CdR       | SS        | CdL       | UCL            | CdC            | SU             | CI/CdM         | Totale |
| ------------------ | -------------------- | --------- | --------- | --------- | --------- | -------------- | -------------- | -------------- | -------------- | ------ |
| Joan Gamper        | 1902-1913            | 0         | 3         | 0         | 0         | 0              | 0              | 0              | 0              | 3      |
| Jack Greenwell     | 1913-1923            | 0         | 2         | 0         | 0         | 0              | 0              | 0              | 0              | 2      |
| Jesza Poszony      | 1924                 | 0         | 1         | 0         | 0         | 0              | 0              | 0              | 0              | 1      |
| Ralph Kirby        | 1924-1926            | 0         | 1         | 0         | 0         | 0              | 0              | 0              | 0              | 1      |
| Romà Forns         | 1926-1929            | 1         | 1         | 0         | 0         | 0              | 0              | 0              | 0              | 2      |
| Joan José Nogués   | 1942-1944            | 0         | 1         | 0         | 0         | 0              | 0              | 0              | 0              | 1      |
| Josep Samitier     | 1944-1947            | 1         | 0         | 0         | 0         | 0              | 0              | 0              | 0              | 1      |
| Enrique Fernández  | 1947-1950            | 2         | 0         | 0         | 0         | 0              | 0              | 0              | 0              | 2      |
| Ferdinand Daucik   | 1950-1954            | 2         | 3         | 0         | 0         | 0              | 0              | 0              | 0              | 5      |
| Domènec Balmanya   | 1956-1958            | 0         | 1         | 0         | 0         | 0              | 0              | 0              | 0              | 1      |
| Helenio Herrera    | 1958-1960, 1980-1981 | 2         | 2         | 0         | 0         | 0              | 1              | 0              | 0              | 4      |
| Josep Gonzalvo     | 1963                 | 0         | 1         | 0         | 0         | 0              | 0              | 0              | 0              | 1      |
| Salvador Artigas   | 1967-1969            | 0         | 1         | 0         | 0         | 0              | 0              | 0              | 0              | 1      |
| Vic Buckingham     | 1969-1971            | 0         | 1         | 0         | 0         | 0              | 0              | 0              | 0              | 1      |
| Rinus Michels      | 1971-1975, 1976-1978 | 1         | 1         | 0         | 0         | 0              | 0              | 0              | 0              | 2      |
| Joaquim Rifé       | 1979-1980            | 0         | 0         | 0         | 0         | 0              | 1              | 0              | 0              | 1      |
| Udo Lattek         | 1981-1983            | 0         | 0         | 0         | 0         | 0              | 1              | 0              | 0              | 1      |
| César Luis Menotti | 1983-1984            | 0         | 1         | 1         | 1         | 0              | 0              | 0              | 0              | 3      |
| Terry Venables     | 1984-1987            | 1         | 0         | 0         | 1         | 0              | 0              | 0              | 0              | 2      |
| Luis Aragonés      | 1987-1988            | 0         | 1         | 0         | 0         | 0              | 0              | 0              | 0              | 1      |
| Johan Cruyff       | 1988-1996            | 4         | 1         | 3         | 0         | 1              | 1              | 1              | 0              | 11     |
| Bobby Robson       | 1996-1997            | 0         | 1         | 1         | 0         | 0              | 1              | 0              | 0              | 3      |
| Louis Van Gaal     | 1997-2000, 2002-2003 | 2         | 1         | 0         | 0         | 0              | 0              | 1              | 0              | 4      |
| Frank Rijkaard     | 2003-2008            | 2         | 0         | 2         | 0         | 1              | 0              | 0              | 0              | 5      |
| Josep Guardiola    | 2008-2012            | 3         | 2         | 3         | 0         | 2              | 0              | 2              | 2              | 14     |
| Tito Vilanova      | 2012-2013            | 1         | 0         | 0         | 0         | 0              | 0              | 0              | 0              | 1      |
| Gerardo Martino    | 2013-2014            | 0         | 0         | 1         | 0         | 0              | 0              | 0              | 0              | 1      |
| Luis Enrique       | 2014-2017            | 2         | 3         | 1         | 0         | 1              | 0              | 1              | 1              | 9      |
| Ernesto Valverde   | 2017-2020            | 2         | 1         | 1         | 0         | 0              | 0              | 0              | 0              | 4      |
| Ronald Koeman      | 2020-2021            | 0         | 1         | 0         | 0         | 0              | 0              | 0              | 0              | 1      |
| Xavi               | 2021-                | 1         | 0         | 1         | 0         | 0              | 0              | 0              | 0              | 1      |